# John Simon (patologista)
Sir John Simon KCB, FRS (Londres, 10 de outubro de 1816 — Londres, 23 de julho de 1904) foi um patologista, cirurgião e oficial de saúde pública inglês.
Foi o segundo Chief Medical Officer do Governo de Sua Majestade de 1855 a 1876.

## Publicações
- English Sanitary Institutions, London: Cassell & company, 1890, OCLC 612812353